# Бодли, Томас
То́мас Бо́дли (англ. Thomas Bodley) (2 марта 1545, Эксетер, Англия — 28 января 1613, Лондон) — английский дипломат, учёный, руководитель Бодлианской библиотеки, названной в его честь.

## Биография
Отец — Джон Бодли — купец, адепт Англиканской церкви, живший с семьёй во время гонений на протестантов за границей (Везель, Франкфурт, Женева). В Женеве Томас имел возможность учиться в Академии французского реформатора Жана Кальвина, посещать лекции его сподвижника Теодора Беза и службы шотландца Джона Нокса. В Женеве Томас выучил древнегреческий и древнееврейский языки, которые оставались его страстью на протяжении всей жизни.
При королеве Елизавете I семейство Бодли смогло вернуться в Англию. Томас поступил в оксфордский колледж Магдалены. В 1563 году он получил диплом бакалавра и вскоре уже читал лекции в колледже Мертон, а в апреле 1565 года был назначен первым в колледже преподавателем древнегреческого языка. Он работал в нескольких колледжах Оксфорда и в 1569 году был избран одним из младших прокторов Оксфордского университета.
В 1576 году получил грант от колледжа и лицензию на обучение за границей и посетил Францию, Италию и Германию.
По возвращении Бодли был отмечен королевой и в 1584 году стал членом парламента от Портсмута. В 1587 году отправился в Данию для заключения союза с королём Фридрихом II и несколькими германскими протестантскими князьями для помощи Генриху Наваррскому.
В 1587 году Бодли женился на богатой вдове Энн Болл. Затем он направился во Францию с секретной миссией, а в 1588 году поехал в Гаагу в качестве посла, должность которого требовала большого дипломатического искусства, так как ему предстояло бороться не только за влияние в Голландии с испанским королевским домом, но и с интригами других министров королевы.
Когда в 1596 году Бодли разрешили вернуться в Англию, он был назначен на должность государственного секретаря, но не желая принимать участие в придворных интригах, отказался от столь высокого назначения и вернулся в Оксфорд, где в 1602 году предложил свои услуги руководству университета. Остаток жизни Бодли посвятил библиотеке, которую значительно расширил. Под его руководством библиотека стала первой публичной библиотекой Европы.
18 апреля 1604 года был возведен в рыцарское достоинство, а библиотеке было присвоено его имя.
Умер бездетным.
Был похоронен в часовне колледжа Мертон.